# Bán đảo

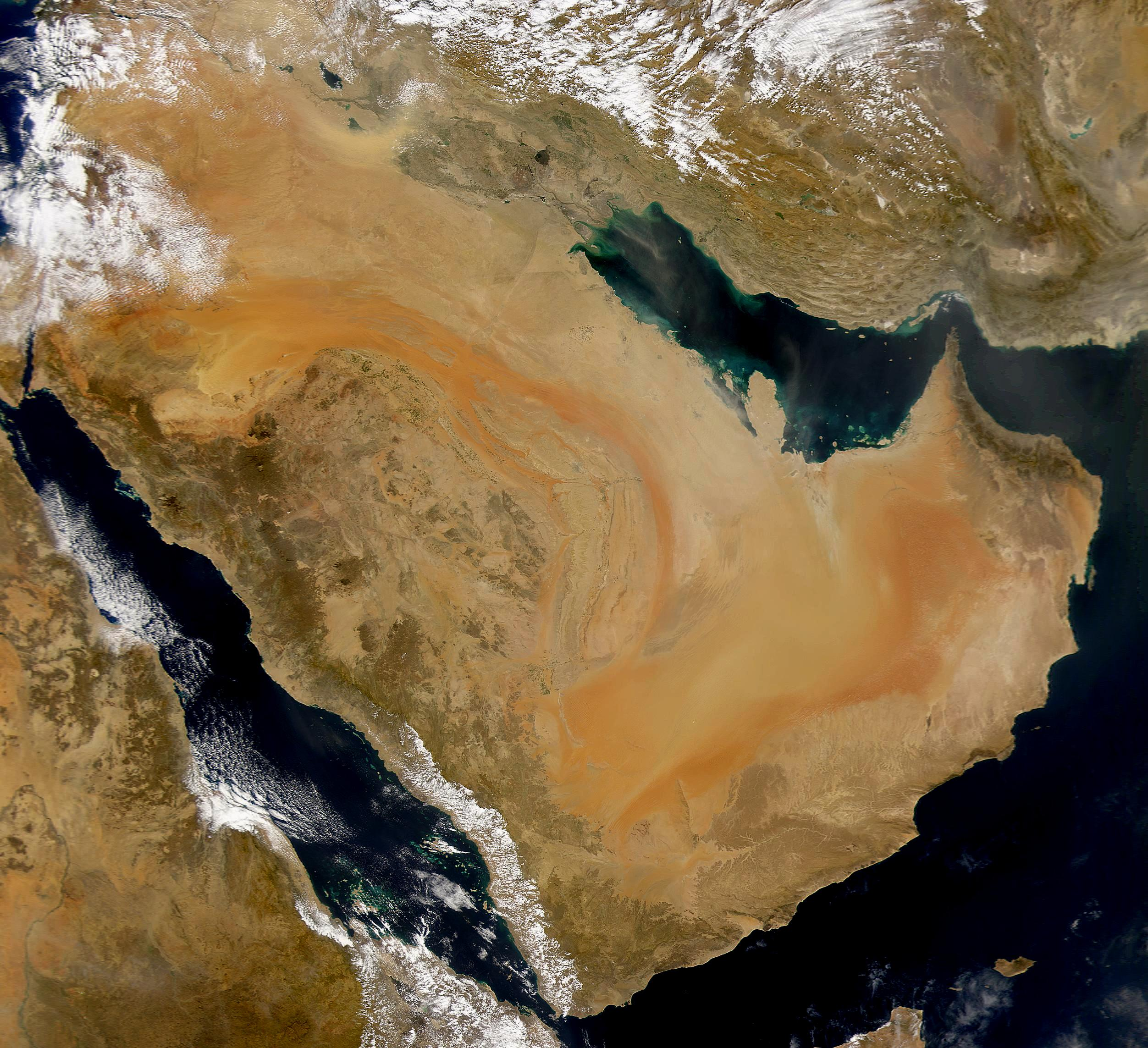
Bán đảo Ả Rập, bán đảo lớn nhất thế giới.

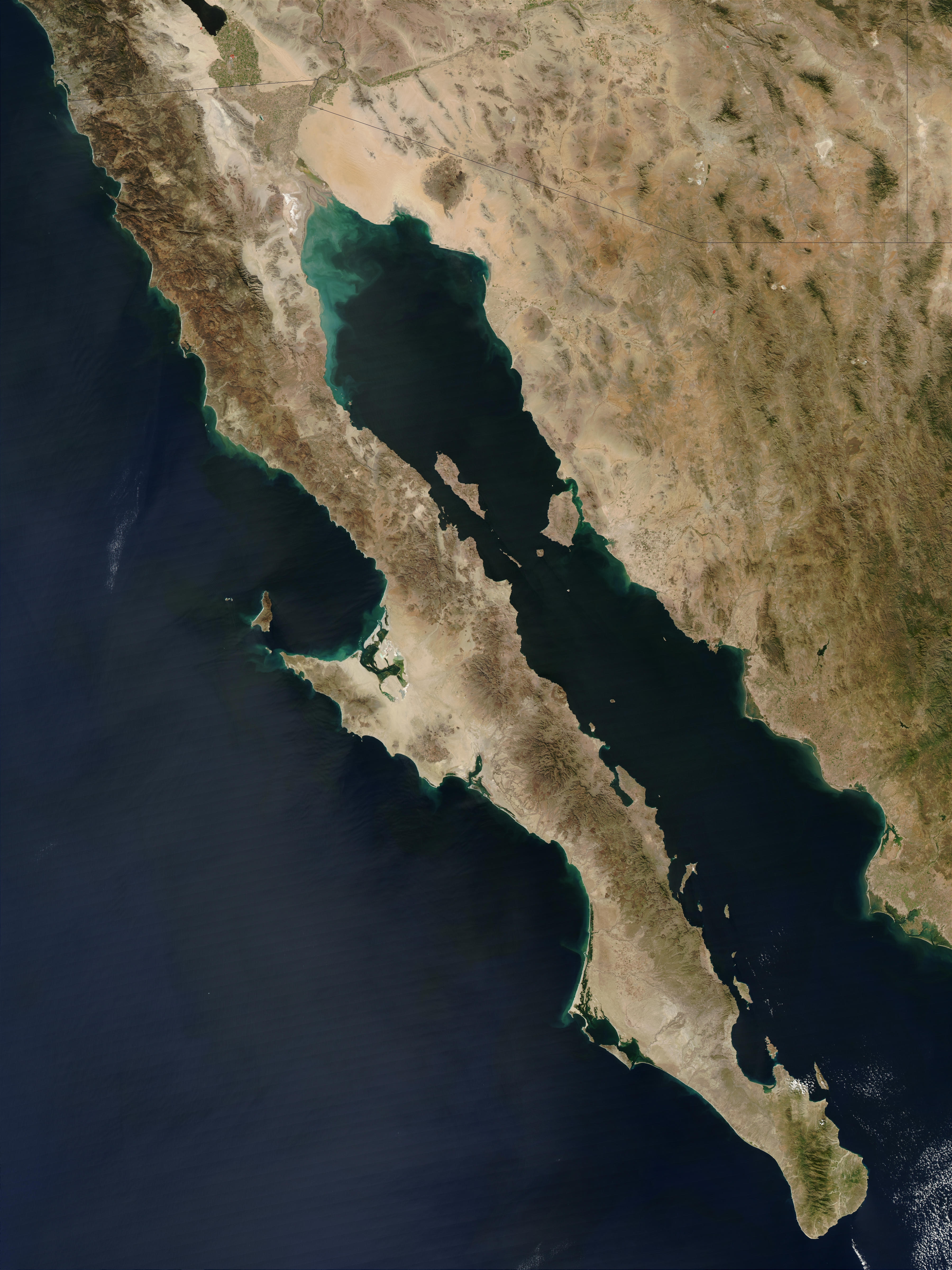
Bán đảo Baja California, México.

Bán đảo là một địa mạo kéo dài từ lục địa và hầu hết được bao quanh bởi nước, nhưng không phải tất cả đều được bao quanh. Bán đảo đôi khi cũng được định nghĩa là một mảnh đất có ba mặt tiếp giáp với nước. Bán đảo tồn tại trên tất cả các châu lục. Kích thước của bán đảo có thể từ nhỏ đến rất lớn. Bán đảo lớn nhất thế giới là bán đảo Ả Rập. Bán đảo hình thành do nhiều nguyên nhân.

## Châu Phi

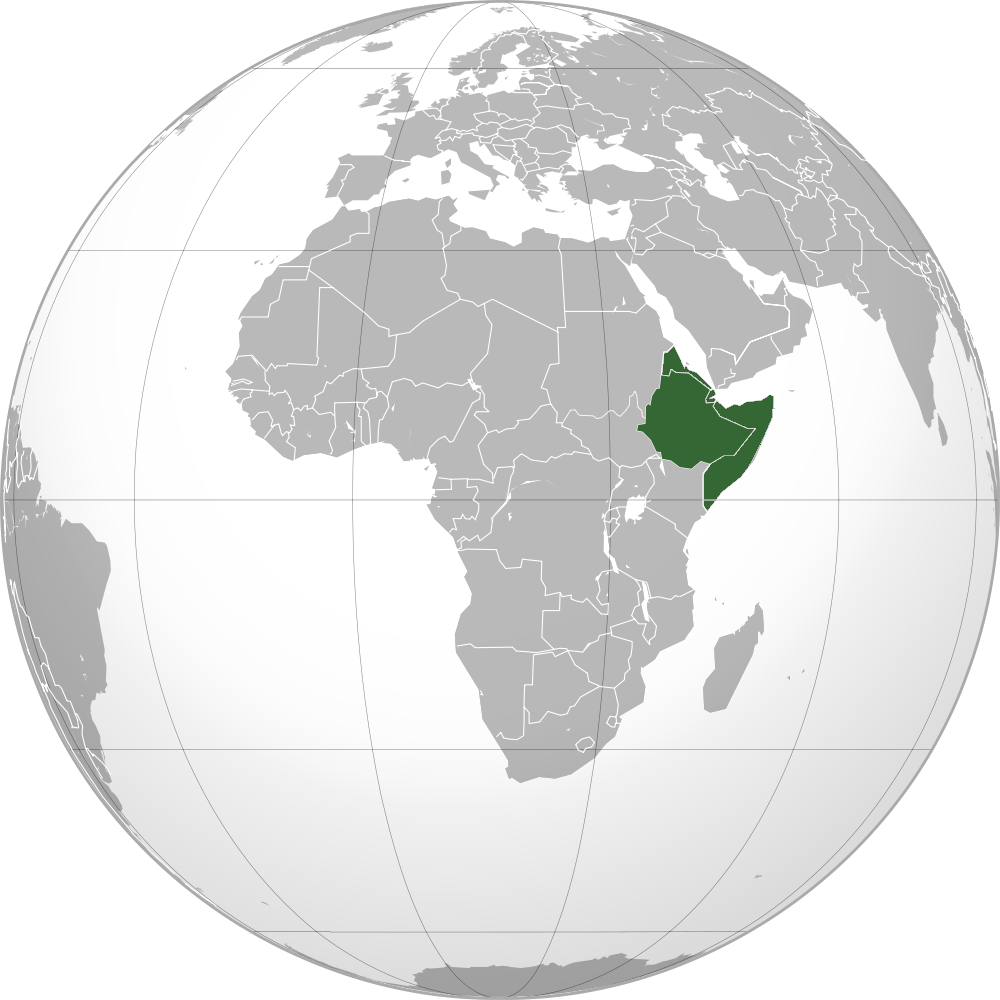
Sừng châu Phi còn được gọi là bán đảo Somali.

### Sừng châu Phi
Sừng châu Phi là một bán đảo thuộc các quốc gia: Somalia, Eritrea, Djibouti, và Ethiopia.
- Buri Peninsula, Eritrea
- Ras Hafun, Somalia
- Ras Kasar, Eritrea

### Bắc Phi
- Cabo Blanco, Mauritanie/Maroc
- Cap Bon, Tunisia
- Cap Zebib, Tunisia
- Ceuta, Tây Ban Nha
- Punta Durnford, Tây Sahara
- Ponta de São Lourenço, đảo Madeira (thuộc địa Bồ Đào Nha)
- Ras Banas, Tunisia
- Ras ben Sakka, Tunisia
- Sinai, Ai Cập

### Khu vực khác
- Bakassi, Cameroon
- Cap-Vert, Sénégal
- Bán đảo Turner, Sierra Leone
- Cape Peninsula, Nam Phi
- Le Morne Brabant, Mauritius

## Châu Đại Dương

### Úc
- Bán đảo Beecroft, New South Wales
- Bán đảo Bellarine, Victoria
- Bán đảo Cape York, Queensland

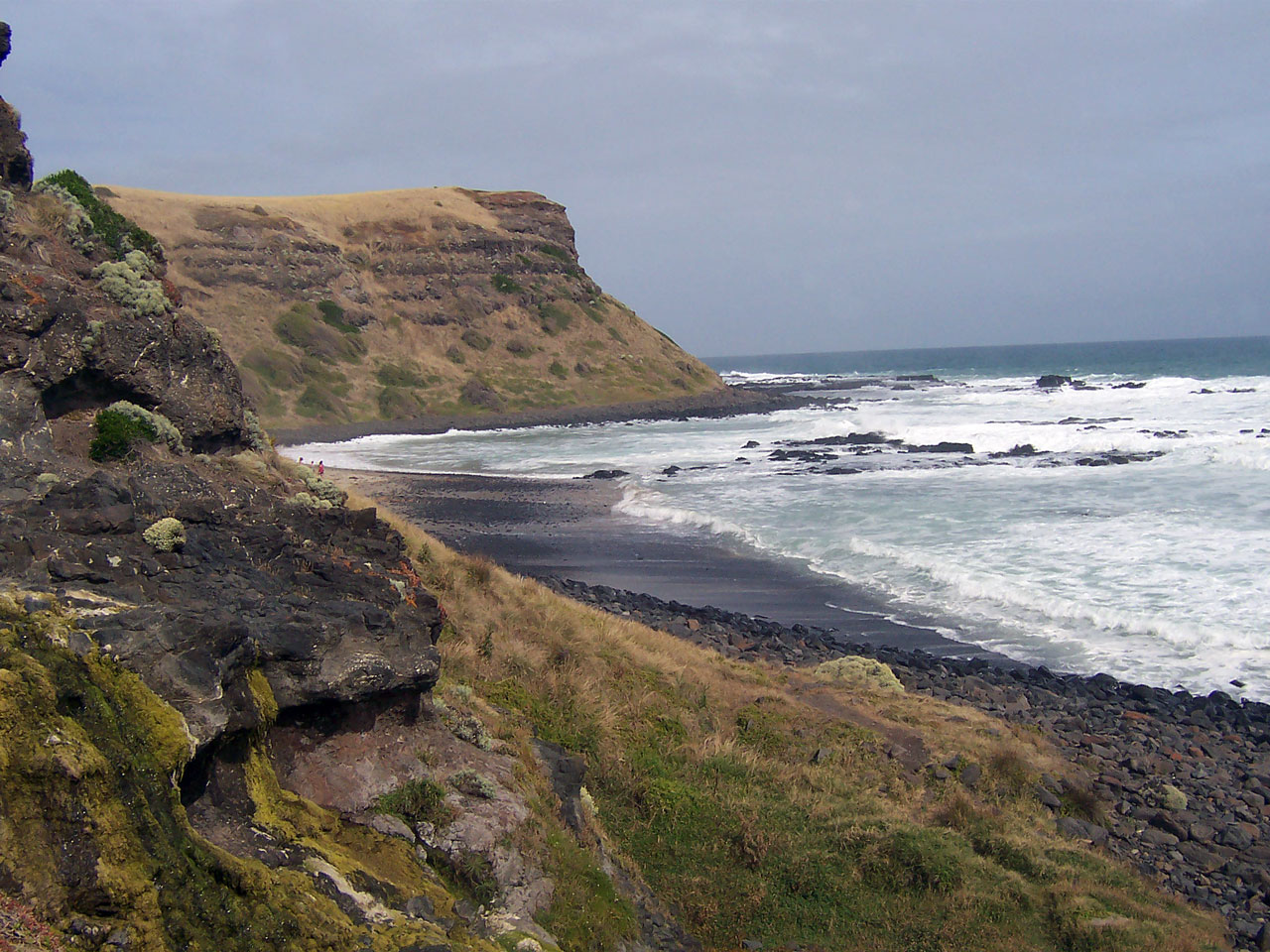
Bãi biển ở bán đảo Mornington.

- Bán đảo Cobourg, Northern Territory
- Kurnell, New South Wales
- Bán đảo Dampier, Western Australia
- Bán đảo Eyre, South Australia
- Bán đảo Fleurieu, South Australia
- Bán đảo Freycinet, Tasmania
- Bán đảo Inskip, Queensland
- Jervis Bay, Australian Capital Territory
- Bán đảo Mornington, Victoria
- Redcliffe, Queensland
- Bán đảo Sir Richard, South Australia
- Stockton, New South Wales
- Bán đảo Tasman, Tasmania
- Wilsons Promontory, Victoria
- Woy Woy, New South Wales
- Bán đảo Yorke, South Australia
- Bán đảo Younghusband, South Australia

### Papua New Guinea
- Bán đảo Gazelle, New Britain
- Bán đảo Huon
- Bán đảo Papuan

### New Zealand

#### Đảo Bắc
- Bán đảo Aupouri
- Bream Head
- Mũi Brett
- Mũi Kidnappers
- Mũi Turnagain
- Bán đảo Coromandel
- Bán đảo Karikari
- Bán đảo Mahia
- Bán đảo Miramar
- Bán đảo Mount Maunganui
- Bán đảo Northland
- Paritata Peninsula, Raglan
- Bán đảo Purerua
- Tiritirimatangi Peninsula, Kāwhia Harbour
- Bán đảo Whangaparaoa

#### Đảo Nam
- Bán đảo Banks
- Bán đảo Bluff
- Brunner Peninsula, Saint Arnaud
- Mũi Campbell
- Mũi Foulwind
- D'Urville-Peninsula, D'Urville Island
- Farewell Spit
- Bán đảo Kaikoura
- đảo Southland McBrides, hồ Monowai
- Bán đảo Otago
- Bán đảo Tautuku
- The Peninsula và Roys Peninsula, hồ Wanaka
- Tiwai Point

## Châu Âu
Châu Âu đôi khi được xem là bán đảo lớn của lục địa Á-Âu. châu Âu có bốn bán đảo lớn là Bán đảo Iberia, Bán đảo Scandinavia, Bán đảo Ý, và Bán đảo Balkan.

### Bán đảo Balkan
Bán đảo Balkan bao gồm lãnh thổ của các quốc gia: Albania, Bosna và Hercegovina, Bulgaria, Croatia, Hy Lạp, Kosovo, Macedonia, Montenegro, Romania, Serbia, Slovenia và phần lãnh thổ thuộc châu Âu của Thổ Nhĩ Kỳ.
- Chalkidiki, Hy Lạp
- Kassandra, Hy Lạp
- Bán đảo Mani, Hy Lạp
- Mount Athos, Hy Lạp
- Peloponnese, Hy Lạp
- Sithonia, Hy Lạp
- Pilio, Hy Lạp
- Istria, Croatia
- Bán đảo Piran, Slovenia
- Pelješac, Croatia
- Prevlaka, Croatia
- Split, Croatia
- Zadar, Croatia
- Bán đảo Karaburun, Albania
- Luštica, Montenegro
- Gallipoli, Thổ Nhĩ Kỳ

### Đan Mạch
- Djursland
- Grenen
- Helgenæs
- Hindsholm
- Horne Land
- Hornsherred
- Jutland Peninsula
- Kegnæs
- Mols
- Odsherred
- Salling
- Stevns Peninsula
- Sundeved

### Pháp
- Brittany
- Cap Corse, Corsica
- Bán đảo Cotentin, Normandy
- Crozon, Finistère
- Landes du Médoc, Aquitaine

### Bán đảo Iberia

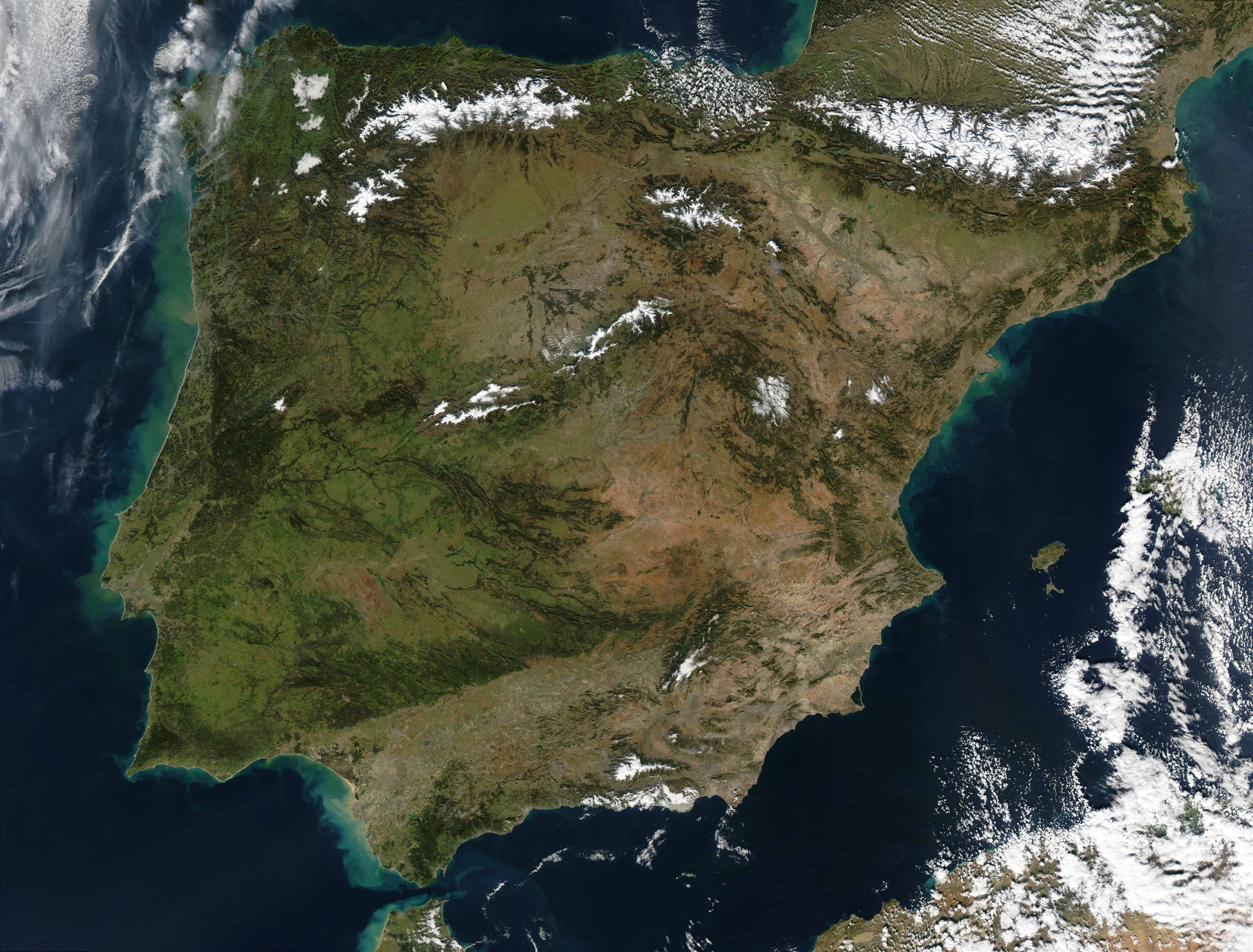
Hình ảnh vệ tinh của bán đảo Iberia.

Bán đảo Iberia bao gồm phần lãnh thổ của Tây Ban Nha, Bồ Đào Nha, Andorra, Gibraltar và một phần nhỏ lãnh thổ Pháp.
- Bán đảo Lisbon, Bồ Đào Nha
- Bán đảo Setúbal, Bồ Đào Nha
- Peniche, Bồ Đào Nha
- Cabo Espichel, Bồ Đào Nha
- Cabo Carvoeiro, Bồ Đào Nha
- Cabo de São Vicente, Bồ Đào Nha
- Bán đảo Tróia, Bồ Đào Nha
- Gibraltar
- Cádiz, Tây Ban Nha
- A Coruña, Tây Ban Nha
- O Morrazo, Tây Ban Nha
- Anaga, Tây Ban Nha
- Jandía, Tây Ban Nha
- La Isleta, Tây Ban Nha

### Ireland
- Achill Head
- Bán đảo Beara
- Bán đảo Cooley
- Bán đảo Dingle
- Donegal
- Fanad
- Bán đảo Hook
- Horn Head
- Howth
- Inishowen
- Bán đảo Iveragh
- Loop Head
- Mizen Head
- Bán đảo Mullet
- Munster
- Old Head of Kinsale
- Rosguill
- Sheep's Head

### Ý

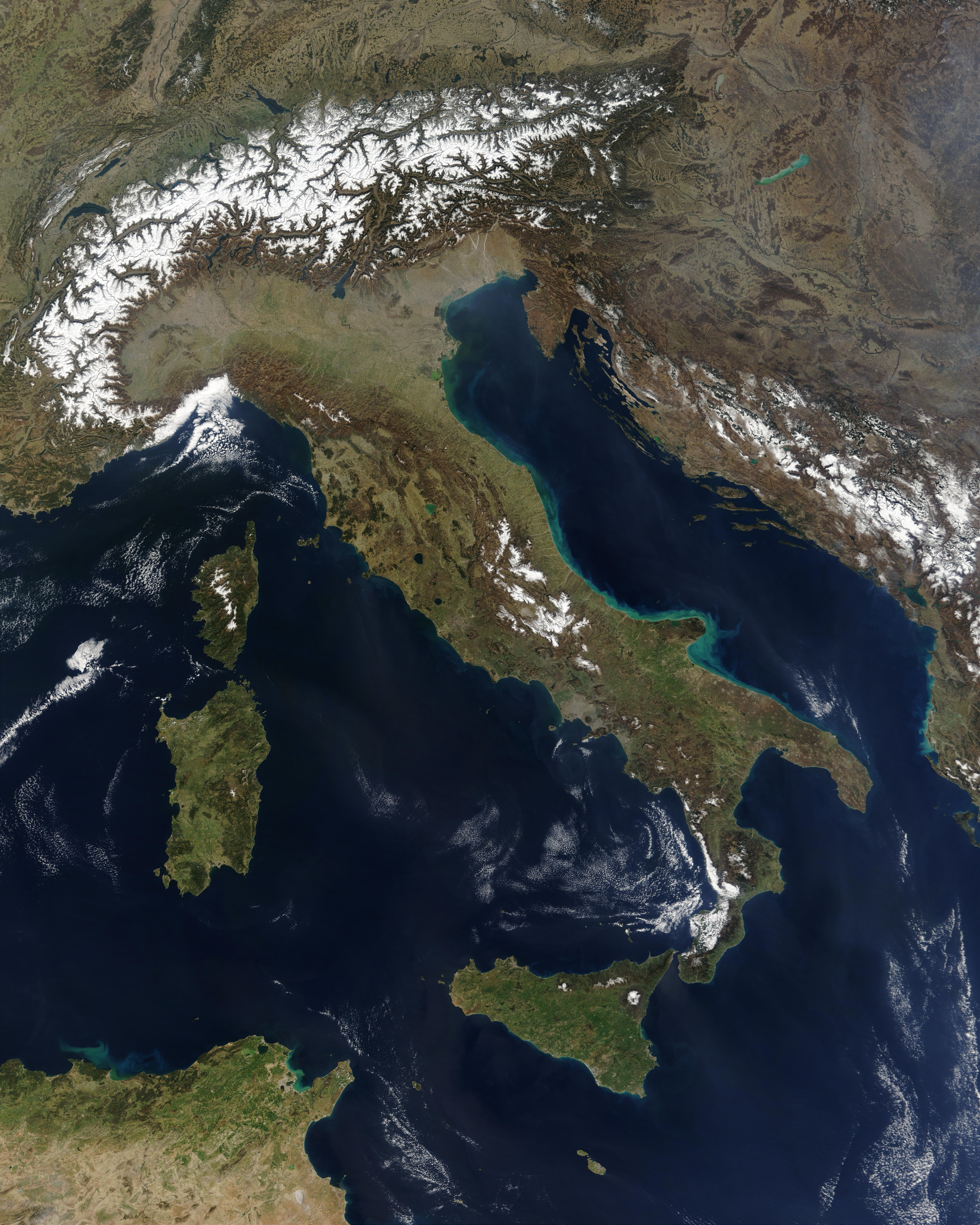
Hình ảnh vệ tinh của bán đảo Ý.

- Bán đảo Ý
- Calabria
- Penisola Salentina
- Promontorio del Gargano
- Bán đảo Sorrentine
- Promontorio di Orbetello

### Malta
- Valletta
- Senglea
- Sliema
- Fort Ricasoli

### Nga

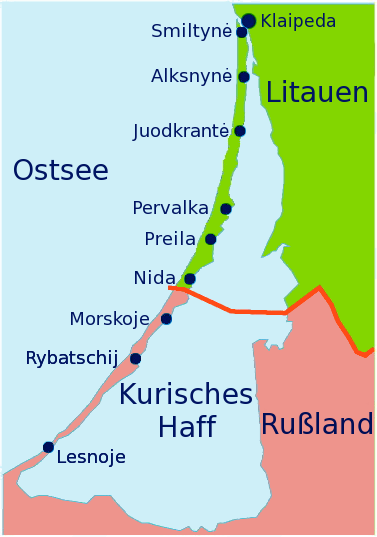
Curonian Spit, một bán đảo lớn ở biển Baltic.

- Bán đảo Krym, tranh chấp giữa bán đảo Ukraina và bán đảo Nga
- Curonian Spit, bán đảo Kaliningrad Oblast
- Gusinaya Zemlya
- Bán đảo Kanin
- Bán đảo Kola
- Bán đảo Kurgalsky
- Lokhaniemi
- Bán đảo Nemetsky
- Bán đảo Onega
- Bán đảo Rybachy
- Bán đảo Sambia
- Bán đảo Soikinsky
- Bán đảo Sredny
- Bán đảo Turiy
- Bán đảo Yugorsky

### Scandinavia
Bán đảo Scandinavia và các đảo khác bao gồm phần lãnh thổ của Thụy Điển, Na Uy, Đan Mạch và một phần của Phần Lan.

#### Đan Mạch
- Djursland
- Grenen
- Helgenæs
- Hindsholm
- Horne Land
- Hornsherred
- Bán đảo Jutland
- Kegnæs
- Mols
- Odsherred
- Salling
- Bán đảo Stevns
- Sundeved

#### Na Uy
- Bán đảo Bergen
- Bygdøy
- Fornebulandet
- Fosen
- Hamarøyhalvøya
- Hurumlandet
- Lista
- Lyngenhalvøya
- Bán đảo Nordkinn
- Nesodden
- Ofothalvøya
- Porsangerhalvøya
- Snarøya, Na Uy
- Stad
- Bán đảo Stavanger
- Bán đảo Sværholt
- Varangerhalvøya

#### Thụy Điển
- Scania

### Thổ Nhĩ Kỳ

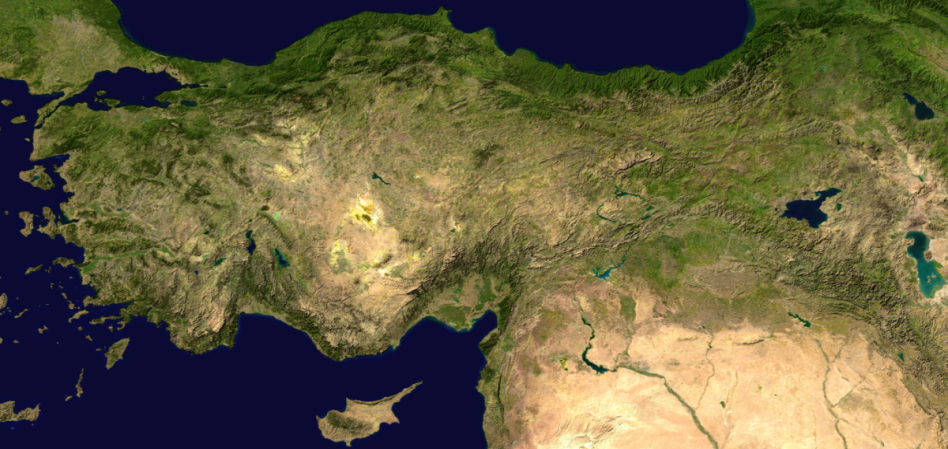
Bản đồ bán đảo Tiểu Á, phần châu Á của Thổ Nhĩ Kỳ.

- Bán đảo Gallipoli
- Bán đảo Thracian

### Ukraina
- Bán đảo Krym, tranh chấp giữa Ukraina và Nga
- Bán đảo Chonhar
- Bán đảo Kinburn
- Bán đảo Rybalskyi

### Vương quốc Anh

#### Anh

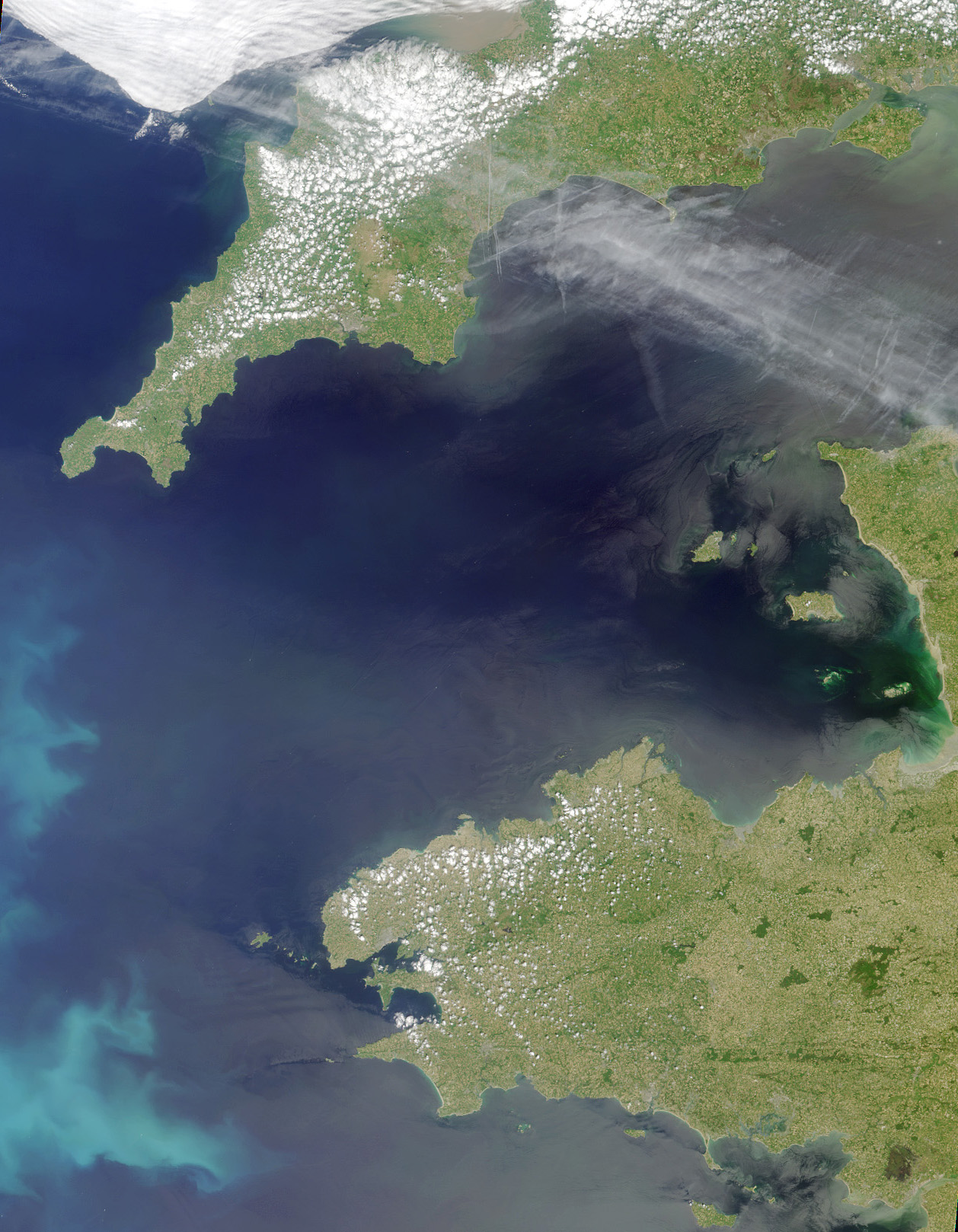
Hình ảnh vệ tinh của biển Celtic.

- Bán đảo Dengie, Essex
- The Fylde, Lancashire
- Hoo, Kent
- Isle of Dogs, Luân Đôn
- Bán đảo Greenwich, Luân Đôn
- Gosport, Hampshire
- Isle of Thanet, Kent
- The Lizard, Cornwall
- Bán đảo Manhood, West Sussex
- Morte Point, North Devon
- Penwith, Cornwall
- Isle of Purbeck, Dorset
- Isle of Portland, Dorset
- Rotherhithe, Luân Đôn
- Spurn, East Riding of Yorkshire
- Bán đảo Shotley, Suffolk
- Tendring, Essex
- Wirral, Cheshire/Merseyside

#### Scotland
- Ardnamurchan, Lochaber
- Black Isle, Ross và Cromarty
- Cowal, Argyll and Bute
- Doonie Point, Aberdeenshire
- Dunnet Head, Caithness
- Faraid Head, Sutherland
- Fife
- Kintyre, Argyll và Bute
- Knoydart, Lochaber
- The Machars, Dumfries và Galloway
- Morvern, Lochaber
- Rhins of Galloway, Dumfries và Galloway
- Strathy Point, Sutherland
- Point of Hellia, Orkney
- Point or the Eye peninsula, Western Isles

#### Wales
- Bán đảo Creuddyn, nhô ra khỏi bờ biển Bắc Wales
- Bán đảo Gower, Swansea
- Llŷn Peninsula
- Marloes, Pembrokeshire
- Pembrokeshire, West Wales
- South Pembrokeshire
- St Davids Head, Pembrokeshire
- South West Wales (Swansea tới New Quay)

#### Bắc Ireland
- Bán đảo Ards, County Down
- Island Magee
- Bán đảo Lecale
- Ramore Head, Portrush

#### Channel Islands
- Le Clos du Valle, Guernsey
- Little Sark, Sark

### Các bán đảo khác ở châu Âu
- Bán đảo Absheron, Azerbaijan
- Akranes, Iceland
- Bán đảo Au, Au, Zurich, Thuỵ Sĩ
- Butjadingen, Đức
- Brøggerhalvøya, Na Uy

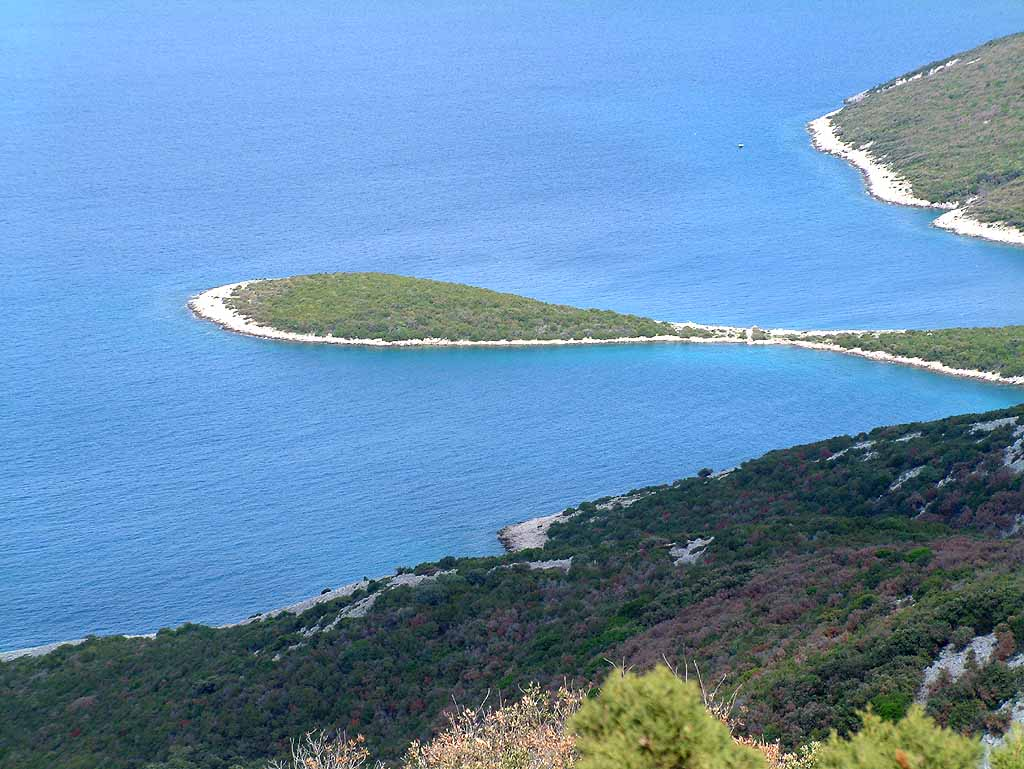
Một bán đảo nhỏ ở Croatia.

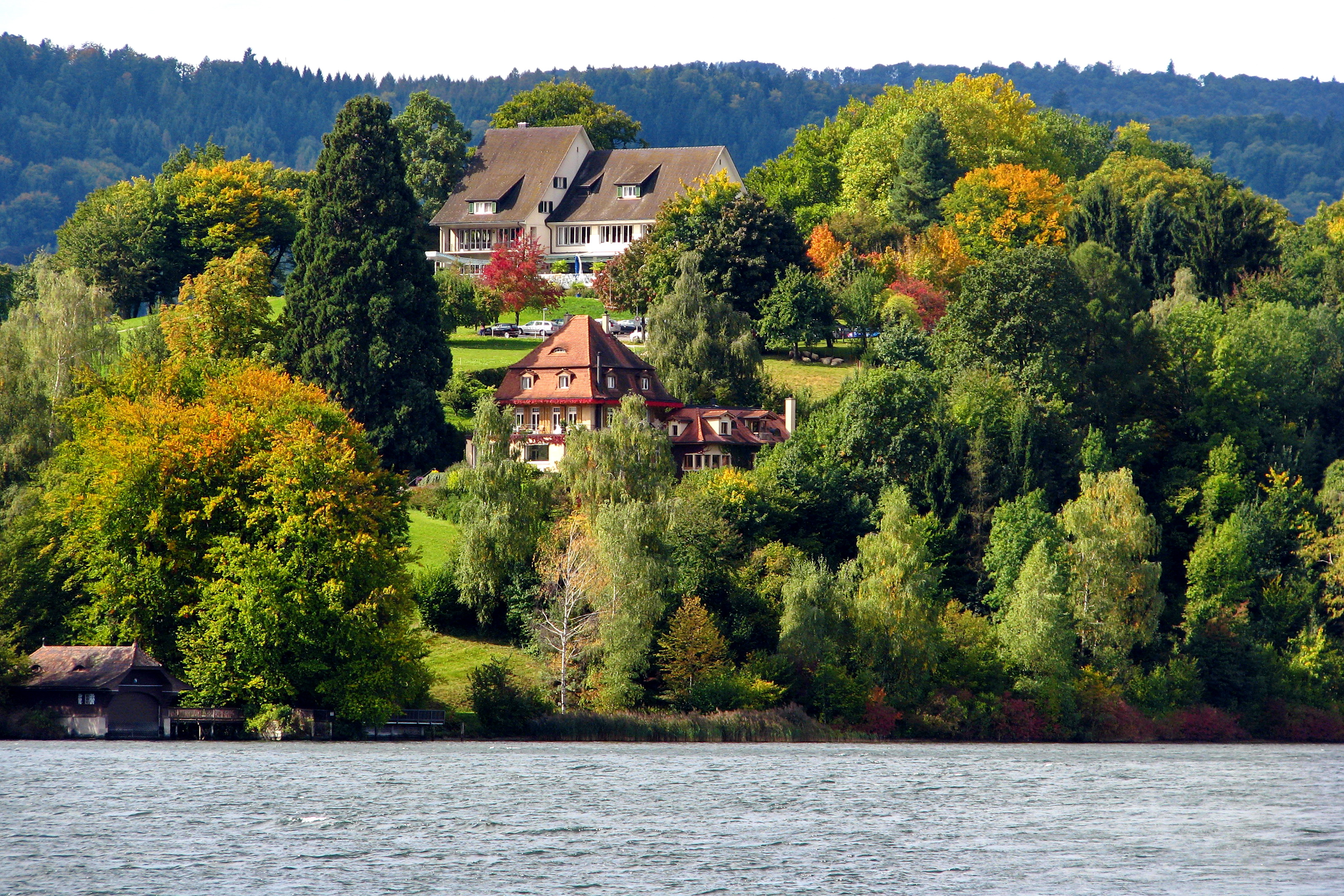
Bán đảo Au, hồ Zürich, Thụy Sĩ.

- Curonian Spit, Litva (chia sẻ với Nga)
- Fischland-Darß-Zingst, Đức
- Bán đảo Hel, Ba Lan
- Bán đảo Heracles, tranh chấp giữa Ukraina và Nga
- Bán đảo Kakumäe, Estonia
- Bán đảo Kerch, tranh chấp giữa Ukraina và Nga
- Bán đảo Karpass, Cộng hòa Síp
- North Holland, Hà Lan
- Bán đảo Sõrve, Estonia
- Tihany, Hungary
- Walcheren, Hà Lan
- Zuid-Beveland, Hà Lan

## Châu Á

### Trung Á

#### Kazakhstan
- Bán đảo Mangyshlak

### Đông Á

#### Trung Quốc
Một số bán đảo ở Trung Quốc:
- Bán đảo Liêu Đông
- Bán đảo Sơn Đông
- Bán đảo Lôi Châu

#### Hồng Kông
- Bán đảo Cửu Long
- Bán đảo Tây Cống

#### Đài Loan
- Bán đảo Hengchun

#### Nhật Bản

##### Kyūshū
- Bán đảo Nishisonogi
- Bán đảo Kunisaki
- Bán đảo Satsuma
- Bán đảo Osumi

##### Honshū
- Bán đảo Oshika
- Bán đảo Noto
- Bán đảo Oga
- Bán đảo Miura
- Bán đảo Boso

##### Hokkaido
- Bán đảo Shiretoko
- Bán đảo Shakotan

#### Triều Tiên

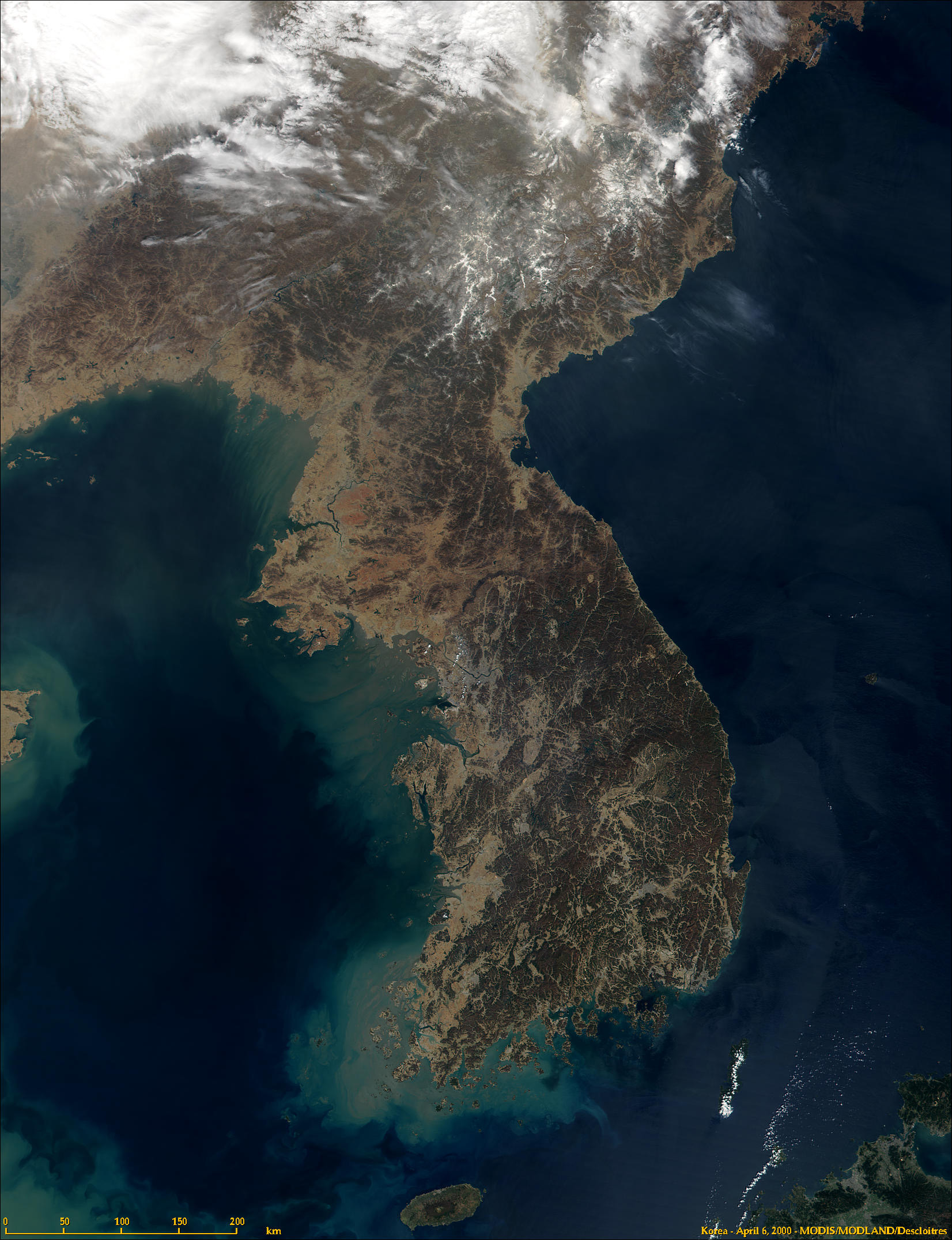
Bán đảo Triều Tiên.

Bán đảo Triều Tiên bao gồm hai chính thể là Cộng hòa Dân chủ Nhân dân Triều Tiên và Đại Hàn Dân Quốc.

#### Ma Cao
- Bán đảo Ma Cao

### Nga
- Bán đảo Chukchi
- Bán đảo Faddeyevsky
- Bán đảo Gydan
- Bán đảo Kamchatka
- Bán đảo Mikhailov
- Bán đảo Muravyov-Amursky
- Bán đảo Taman
- Bán đảo Taymyr
- Bán đảo Yamal

### Bắc Á
- Bán đảo Chukchi
- Bán đảo Faddeyevsky
- Bán đảo Gyda
- Bán đảo Kamchatka
- Bán đảo Mikhailov
- Bán đảo Muravyov-Amursky
- Bán đảo Taymyr
- Bán đảo Yamal

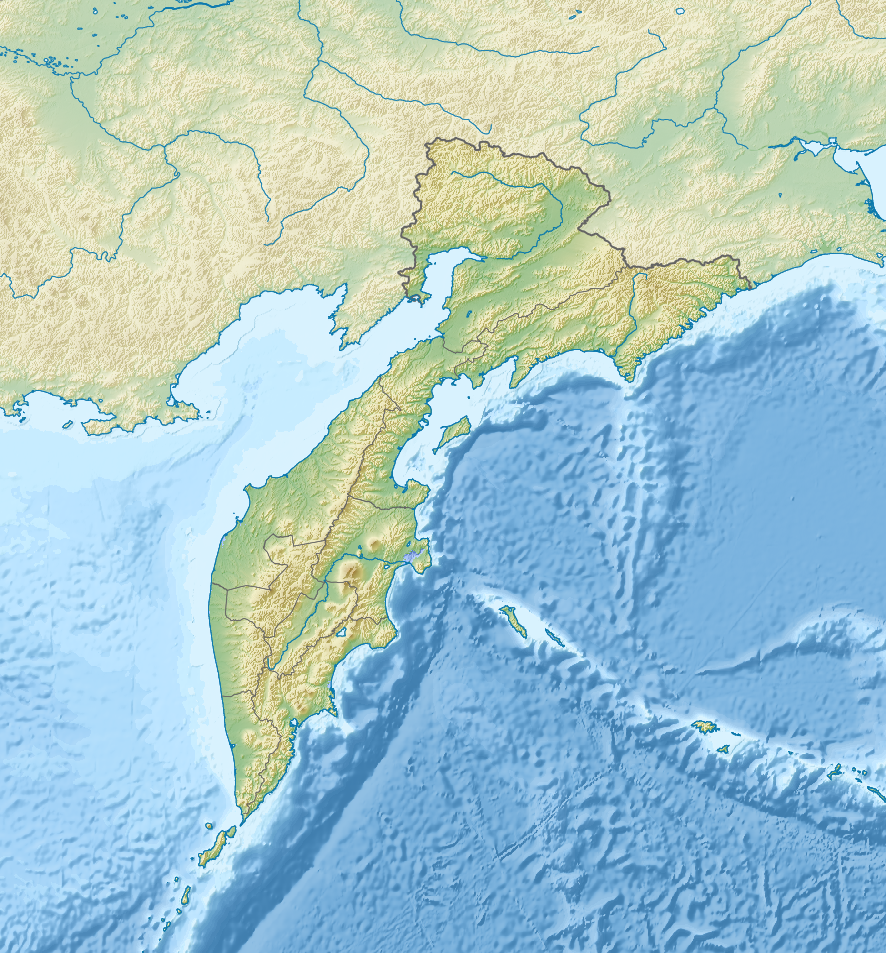
Bán đảo Kamchatka ở Viễn Đông Nga.

- Bán đảo Kola, một bán đảo gần biên giới với Phần Lan. Trải dài vào Biển Trắng

### Đông Nam Á

#### Đông Dương
- Bán đảo Đông Dương
  - Bán đảo Mã Lai

#### Indonesia
- Bán đảo Blambangan, Java,
- Bán đảo Minahassa, Sulawesi
- East Peninsula, Sulawesi
- South-east Peninsula, Sulawesi
- South Peninsula, Sulawesi

#### Malaysia
- Bán đảo Mã Lai
- Northwestern Peninsula, Kudat
- Bán đảo Pitas, Pitas
- Bán đảo Semporna, Semporna và Tawau
- Bán đảo Sandakan, Sandakan

#### Philippines
- Bán đảo Bataan, Luzon
- Bán đảo Bicol, Luzon
- Bán đảo Caramoan, Bicol
- Bán đảo Bondoc, Luzon
- Cavite City, Luzon
- Bán đảo San Ildefonso, Luzon
- Bán đảo Zamboanga, Mindanao
- Tinaca Point, Davao del Sur
- Bán đảo Pujada, Mindanao

#### Singapore
- Tuas View, Tuas

#### Việt Nam
- Bán đảo Cà Mau, Cà Mau
- Bán Đảo Hòn Gốm, Vạn Ninh, Khánh Hòa
- Bán đảo Sơn Trà, Đà Nẵng
- Bình Quới – Thanh Đa, thành phố Hồ Chí Minh
- Vịnh Cam Ranh, Khánh Hòa
  - Đầm Môn
- Trà Cổ, Quảng Ninh
- Bán đảo Phương Mai, Quy Nhơn
- Bán đảo Đình Vũ, Hải Phòng

### Nam Á

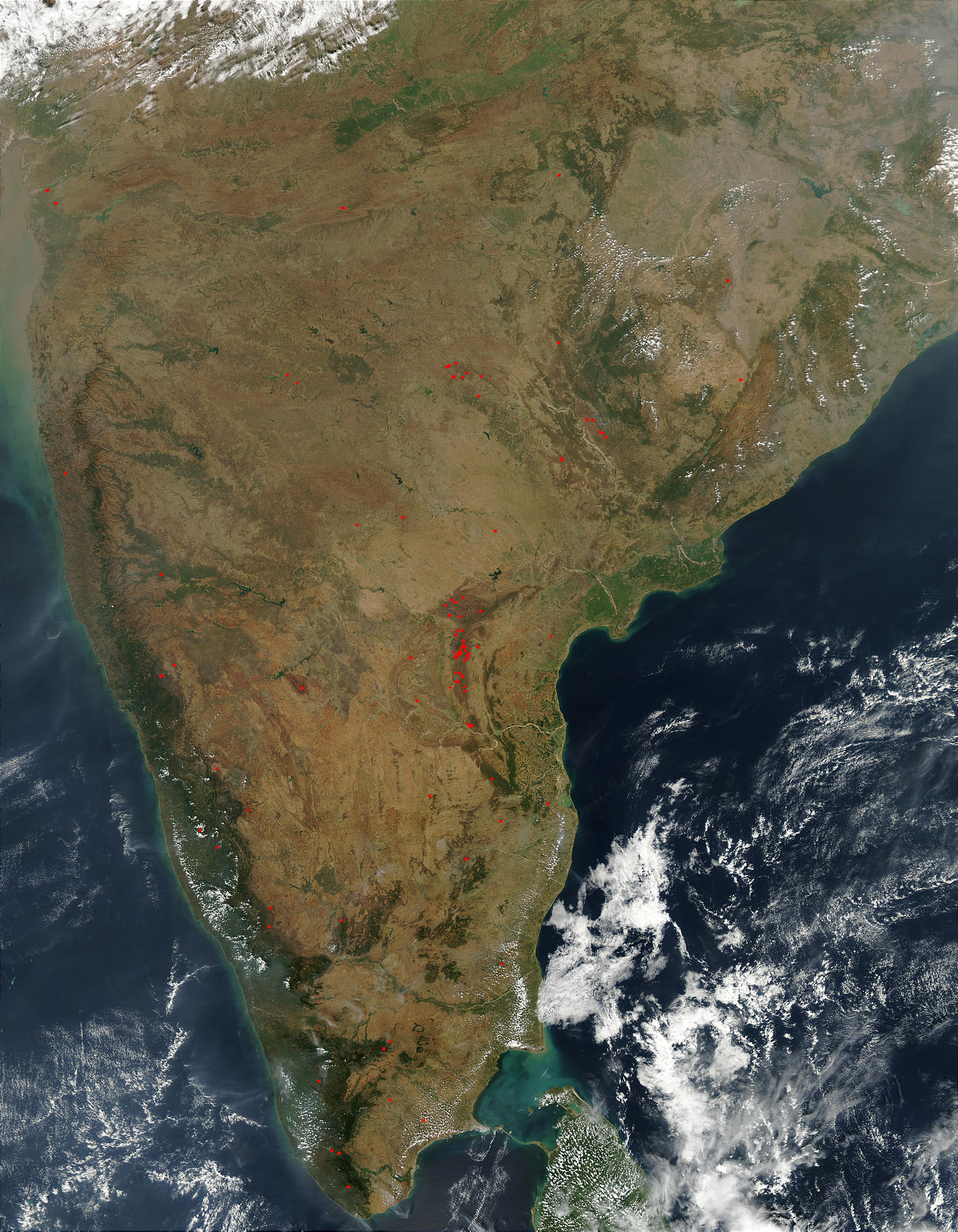
Nam Ấn Độ (bán đảo Ấn Độ).

Bán đảo Deccan là một đặc điểm địa lý nổi bật của tiểu lục địa Ấn Độ.
Các bán đảo khác trên tiểu lục địa Ấn Độ bao gồm:
- Bán đảo Colaba, Mumbai
- Bán đảo Deccan
- Bán đảo Worli, Mumbai
- Bán đảo Kathiawar, Gujarat
- Bán đảo Gwadar, Pakistan
- Manhoro, Karachi, Sindh, Pakistan
- Bán đảo Jaffna, Northern Sri Lanka
- Bán đảo Kanyakumari, Tamil Nadu

### Tây Á

#### Ả Rập
- Bán đảo Ả Rập; Ả Rập Xê Út, Iraq, Kuwait, Bahrain, Qatar, Jordan, Các Tiểu vương quốc Ả Rập Thống nhất, Yemen, Oman
- Bán đảo Al-Faw, Iraq
- Bán đảo Musandam; Oman, Các Tiểu vương quốc Ả Rập Thống nhất

#### Đông Địa Trung Hải
- Beirut, Leban
- El Mina, Leban
- Haifa, Israel
- Acre, Israel

#### Thổ Nhĩ Kỳ
- Tiểu Á
- Bán đảo Armutlu
- Biga
- Bán đảo Datça
- Bán đảo Dilek
- Karaburun
- Bán đảo Kapıdağ
- Bán đảo Kocaeli
- Sinop

## Bắc Mỹ

### Canada
- Bán đảo Acadian, New Brunswick
- Bán đảo Adelaide, Nunavut
- Bán đảo Aspotogan, Nova Scotia
- Bán đảo Avalon, Newfoundland, Newfoundland and Labrador
- Banks, Nunavut
- Bán đảo Barrow, Baffin Island, Nunavut
- Bán đảo Becher, Baffin Island, Nunavut
- Bán đảo Beekman, Baffin Island, Nunavut
- Bell, Baffin Island, Nunavut
- Bán đảo Bell, Southampton Island, Nunavut
- Bán đảo Blunt, Baffin Island, Nunavut
- Bán đảo Bonavista, Newfoundland, Newfoundland and Labrador
- Bán đảo Boothia, Nunavut
- Bán đảo Borden, Baffin Island, Nunavut
- Bán đảo Brodeur, Baffin Island, Nunavut
- Bán đảo Bruce, Ontario, extending into Lake Huron
- Bán đảo Burin, Newfoundland, Newfoundland and Labrador
- Bán đảo Burrard, British Columbia
- Bán đảo Chebucto, Nova Scotia
- Bán đảo Colin Archer, Devon Island, Queen Elizabeth Islands, Nunavut
- Bán đảo Collinson, Victoria Island, Nunavut
- Bán đảo Cumberland, Baffin Island, Nunavut
- Bán đảo Diamond Jennes, Victoria Island, Northwest Territories
- Bán đảo Cynthia, Ontario (in Lake Temagami)
- Bán đảo Douglas, Northwest Territories
- Bán đảo Dunlas, Melville Island, Northwest Territories/Nunavut
- Bán đảo Foxe, Baffin Island, Nunavut
- Bán đảo Gaspé, Quebec
- Bán đảo Great Northern, Newfoundland, Newfoundland and Labrador
- Bán đảo Hall, Baffin Island, Nunavut
- Bán đảo Henry Kater, Baffin Island, Nunavut
- Bán đảo Joan, Ontario (in Lake Temagami)
- Bán đảo Kent, Nunavut
- Bán đảo Kingston, New Brunswick
- Bán đảo Labrador, encompassing all of Labrador and most of Quebec
- Bán đảo Leith, Northwest Territories (in Great Bear Lake)
- Bán đảo Long Point, Ontario (in Lake Erie)
- Bán đảo McLean, Ontario (in Lake Temagami)
- Bán đảo Melville, Nunavut
- Bán đảo Meta Incognita, Baffin Island, Nunavut
- Bán đảo Natkusiak, Victoria Island, Northwest Territories/Nunavut
- Bán đảo Niagara, Ontario
- Bán đảo North, Ontario (in Lake Nipigon)
- Bán đảo Nova Scotia, Nova Scotia
- Bán đảo Pangertot, Nunavut
- Bán đảo Parry, Northwest Territories
- Bán đảo Pethel, Northwest Territories
- Bán đảo Point Pelee, Ontario (in Lake Erie)
- Bán đảo Port au Port, Newfoundland, Newfoundland and Labrador
- Bán đảo Prince Albert, Victoria Island, Northwest Territories
- Bán đảo Prince Edward, Ontario (in Lake Ontario)
- Bán đảo Sahoyúé-§ehdacho, Northwest Territories
- Bán đảo Sibley, Ontario (in Lake Superior)
- Bán đảo Simpson, Nunavut
- Bán đảo Siorarsuk, Baffin Island, Nunavut
- Bán đảo Steensby, Baffin Island, Nunavut
- Bán đảo Storkerson, Victoria Island, Northwest Territories/Nunavut
- Bán đảo Saanich, Vancouver Island, British Columbia
- Bán đảo Sunshine Coast, Sea-to-Sky Corridor, British Columbia
- Bán đảo Ungava, Quebec
- Bán đảo Wollaston, Victoria Island, Northwest Territories/Nunavut

### Greenland
- Alfred Wegeners Halvo
- Hayes Halvo
- Ingnerit
- Bán đảo Nuussuaq
- Sigguup Nunaa (Svartenhuk Halvø)
- Washington Land

### México

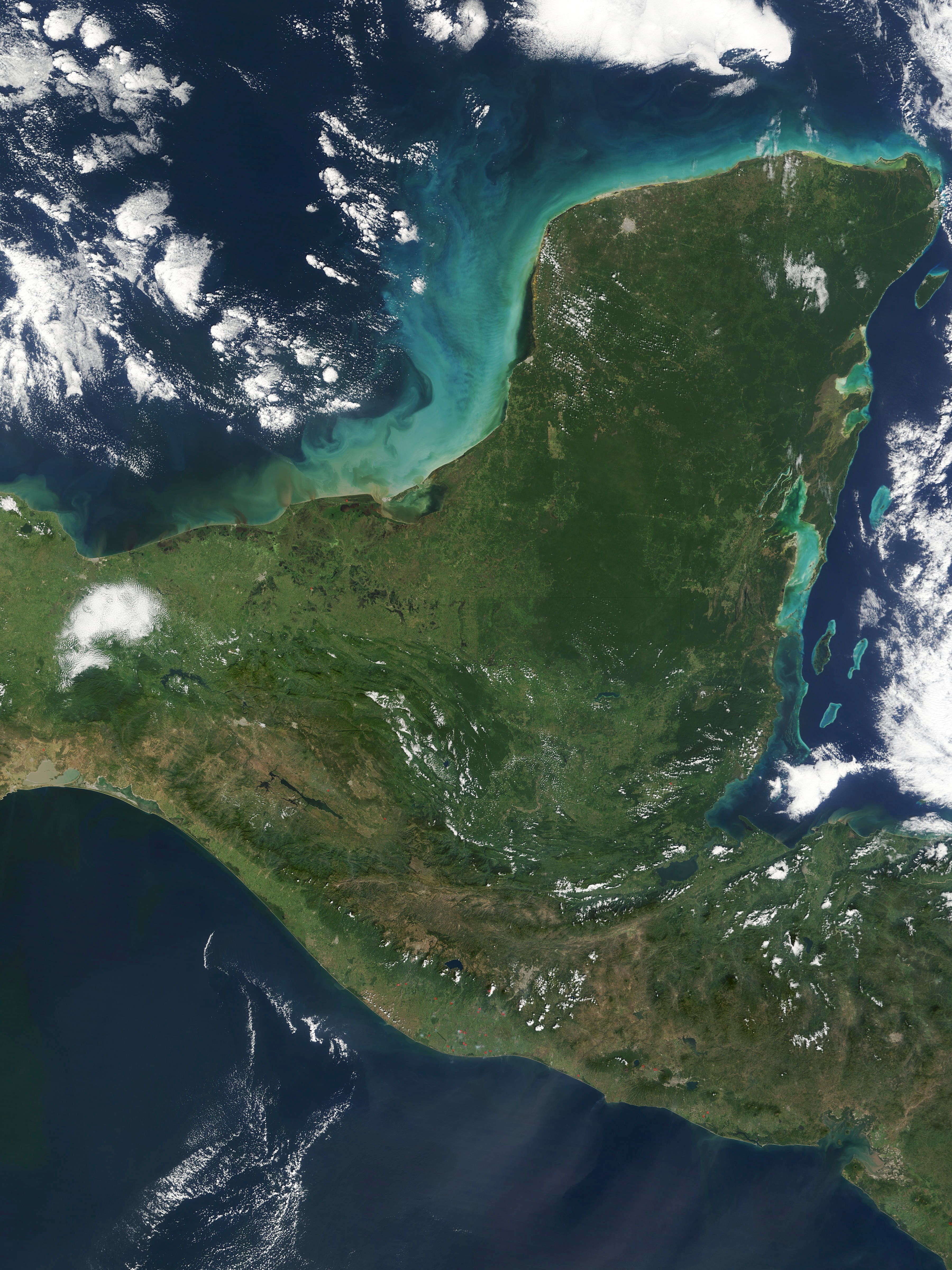
Bán đảo Yucatán.

- Bán đảo Baja California, México, bao gồm bang Baja California và Baja California Sur
- Bán đảo Yucatán

### Hoa Kỳ

#### Alaska
- Bán đảo Alaska
- Bán đảo Cleveland
- Bán đảo Kenai
- Bán đảo Seward

#### California
- Marin County, California
- Bán đảo Monterey
- Bán đảo Palos Verdes, South Bay, Los Angeles
- Point Dume, Malibu
- Point Loma, San Diego
- Bán đảo San Francisco
- Bán đảo Samoa
- Bán đảo Balboa in Newport Beach

#### Florida

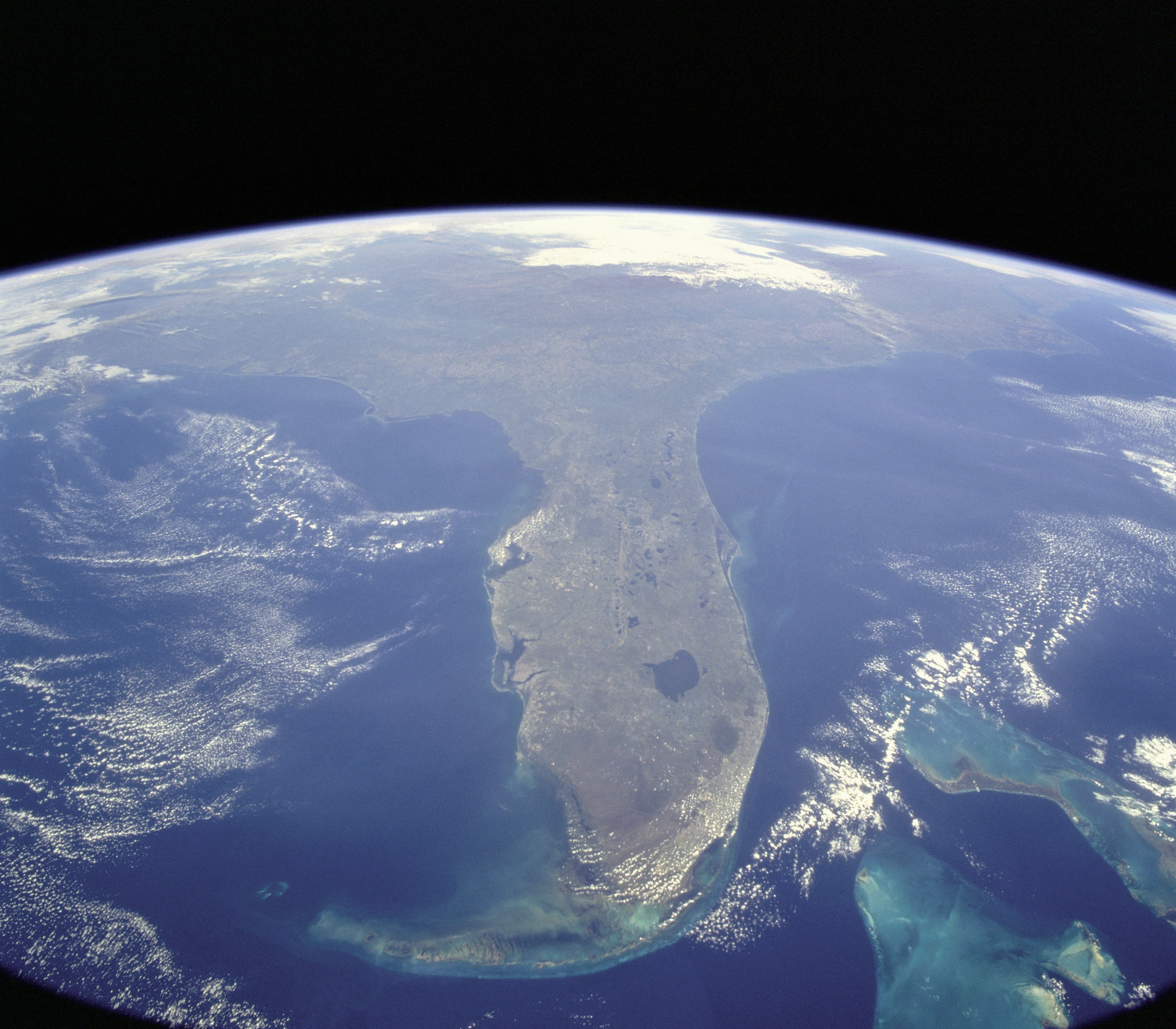
Bán đảo Florida.

Florida là một bán đảo lớn bao gồm các bán đảo nhỏ hơn:
- Bán đảo Fairpoint
- Pinellas
- Mũi Sable

#### Massachusetts

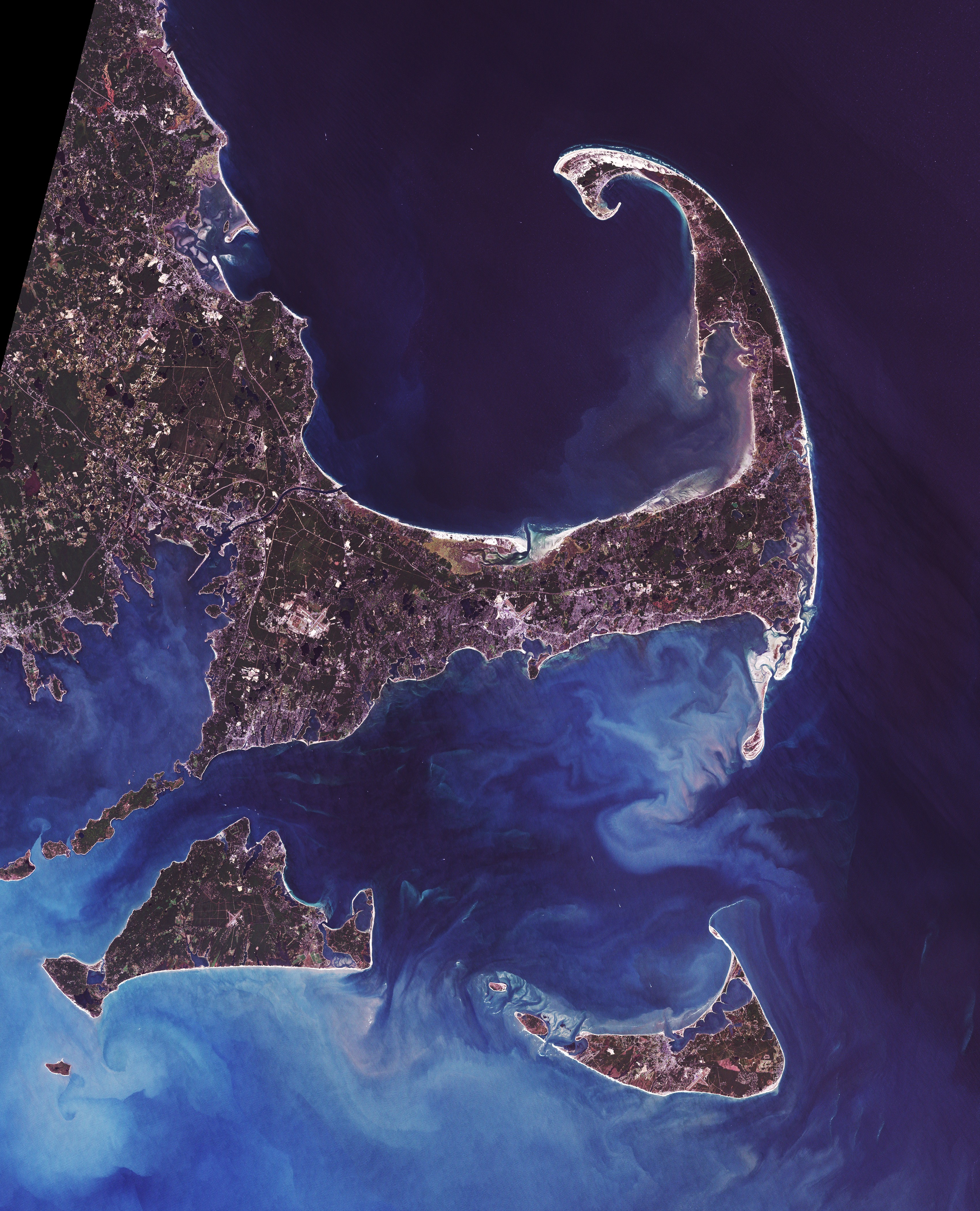
Mũi Cod.

- Mũi Cod, Massachusetts
- Nahant
- Bán đảo Nantasket, Hull

#### Michigan

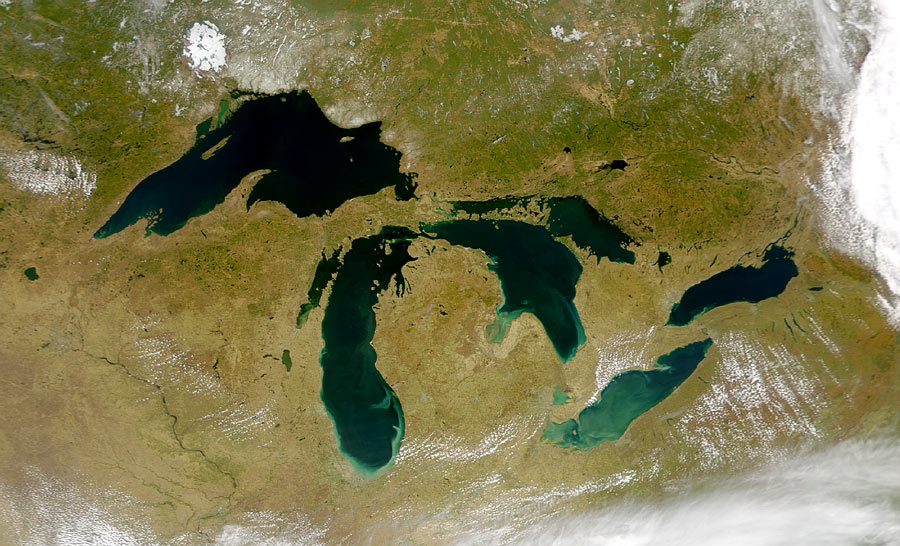
Bán đảo Michigan.

- Bán đảo Leelanau
- Lost Peninsula
- Old Mission Peninsula
- Pointe Mouillee
- Presque Isle Peninsula
- Tawas Point
- The Thumb
- Waugoshance Point
- Woodtick Peninsula
- Bán đảo Abbaye
- Bán đảo Garden
- Bán đảo Keweenaw
- Bán đảo Rabbit's Back
- Bán đảo Stonington

#### New Jersey
- Bán đảo Barnegat
- Bán đảo Cape May
- Sandy Hook
- New Barbadoes Neck
- Caven Point
- Bergen Point và Constable Hook
- Droyer's Point và Kearny Point
- MOTBY và Port Jersey

#### Virginia
- Middle Peninsula, Chesapeake Bay
- Northern Neck
- Bán đảo Virginia

#### Washington
- Key Peninsula in Puget Sound
- Bán đảo Kitsap in Puget Sound
- Long Beach Peninsula
- Bán đảo Olympic

#### Các bang khác
- Bán đảo Delmarva
- Bán đảo Door, Wisconsin, Hồ Michigan
- Mokapu, Hawaii
- Presque Isle, Erie, Pennsylvania
- Port Bolivar, Texas
- Bán đảo Encinal, Flour Bluff, Corpus Christi, Texas.
- Kentucky Bend, Kentucky

## Trung Mỹ
- Bán đảo Azuero, Panama
- Bán đảo Placencia, Belize
- Bán đảo Nicoya, Costa Rica
- Bán đảo Osa, Costa Rica

## Nam Mỹ
- Bán đảo Araya, Venezuela
- Paraguana, Venezuela
- Bán đảo Paria, Venezuela
- Bán đảo Guajira, Venezuela/Colombia
- Bán đảo Illescas, Peru
- Bán đảo Paracas, Peru
- Bán đảo Verde, Argentina
- Bán đảo Valdes, Argentina
- Punta del Este, Uruguay
- Bán đảo Taitao, Chile
- Bán đảo Brunswick, Chile

## Vùng Caribe
- Vịnh Samana, Cộng hòa Dominica
- Barrio Obrero, Puerto Rico
- Bán đảo Zapata, Cuba
- Bán đảo Guanahacabibes, Cuba
- Bán đảo Hicacos, Cuba

## Nam Cực
- Bán đảo Antarctic
- Bán đảo Edward VII
- Bán đảo Fletcher
- Bán đảo Fowler
- Bán đảo Martin